# 3e régiment royal de chars

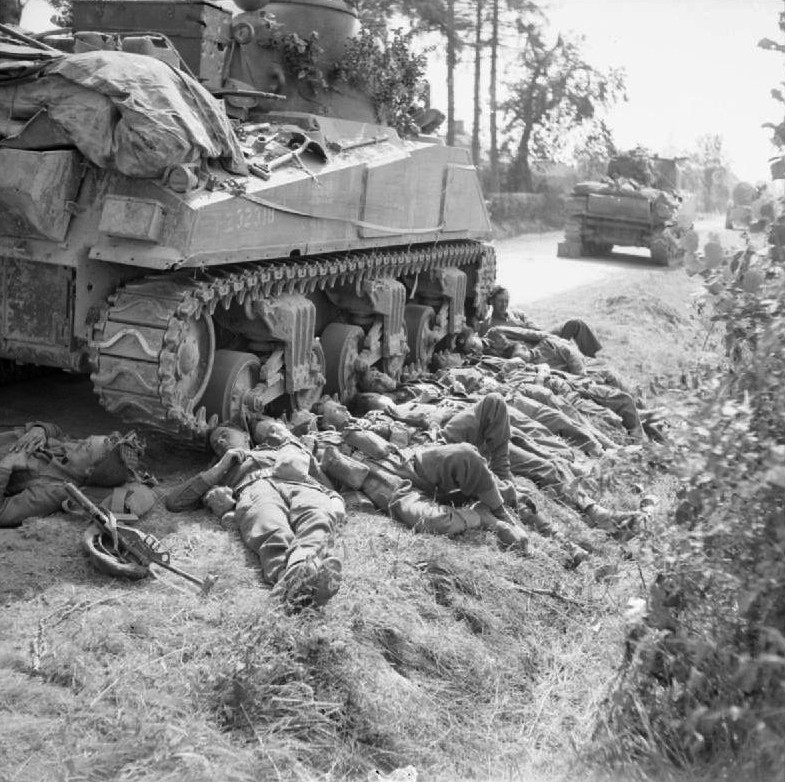
Char M4 Sherman du 3e RTR durant la bataille de Normandie en août 1944.

Le 3e régiment royal de chars britannique (en anglais 3rd Royal Tank Regiment) est un régiment blindé de la British Army (armée de terre britannique), qui combattit au cours des deux conflits mondiaux.